# Gunter Berger (Dirigent)
Gunter Berger (* 1962 in Greifswald) ist ein deutscher Dirigent und Chorleiter.

## Leben
Gunter Berger studierte Schulmusik an der Hochschule für Musik Franz Liszt Weimar und Orchesterdirigieren an der Hochschule für Musik „Felix Mendelssohn Bartholdy“ Leipzig.
Seit 1990 arbeitet er in der Chormusik. Von 1990 bis 2011 leitete Berger den MDR-Kinderchor. Er war von 1990 bis 1998 Assistent des Gewandhauschorleiters Ekkehart Schreiber und leitete 1998/1999 den Leipziger GewandhausChor ad interim. Außerdem leitete er von März 1999 bis 2007 den Leipziger Lehrerchor und von 2012 bis 2015 den Leipziger Oratorienchor. Seit 2012 leitet er die Philharmonischen Chöre Dresden.
Von 2009 bis 2012 war Gunter Berger Professor für Chor- und Ensembleleitung an der Hochschule für Musik Franz Liszt Weimar und leitete den dortigen Hochschulchor.
Berger gehört dem Musikrat des Deutschen Chorverbandes an.